# Jean Lecanuet
Jean Lecanuet (ur. 4 marca 1920 w Rouen, zm. 22 lutego 1993 w Neuilly-sur-Seine) – francuski polityk i samorządowiec, parlamentarzysta krajowy i europejski, w latach 1974–1977 minister, kandydat w wyborach prezydenckich, lider ugrupowań centrowych, w tym od 1978 do 1988 pierwszy przewodniczący Unii na rzecz Demokracji Francuskiej, w latach 1968–1993 mer Rouen.

## Życiorys
Uczył się m.in. w Lycée Henri-IV w Paryżu, gdzie przygotowywał się do podjęcia studiów w École normale supérieure. Plany te uniemożliwił wybuch II wojny światowej – Jean Lecanuet został zmobilizowany, w 1940 uczestniczył w kampanii francuskiej. Kształcił się następnie w zakresie filozofii, a po konkursie zawodowym (agrégation) pracował jako nauczyciel w Douai oraz Lille. Dołączył do francuskiego ruchu oporu, brał udział w działaniach wywiadowczych i sabotażowych. Uczestniczył również w organizacji pomocy dla grupy Żydów, otrzymując w 1975 za to odznaczenie „Sprawiedliwy wśród Narodów Świata”. W czerwcu 1944 został uwięziony po akcji sabotażu linii kolejowej Lille-Bruksela celem opóźnienia niemieckich dostaw. Zdołał uciec przy pomocy Polaka przymusowo wcielonego do Wehrmachtu, do czasu wyzwolenia pozostawał w ukryciu.
Był związany z kręgami katolickimi. W 1944 dołączył do Ludowego Ruchu Republikańskiego. W następnym roku został generalnym inspektorem informacji, a od 1946 do 1951 pełnił kierownicze funkcje w gabinetach wywodzących się z jego partii ministrów. W latach 1951–1955 sprawował mandat posła do Zgromadzenia Narodowego. Od października 1955 do stycznia 1956 był sekretarzem stanu przy premierze Edgarze Faure. W 1956 nie uzyskał poselskiej reelekcji, pracował następnie w Radzie Stanu, był też współpracownikiem Pierre’a Pflimlina.
Od lat 50. działał także w samorządzie na różnych szczeblach. W 1953 zasiadł w radzie miejskiej rodzinnej miejscowości, od 1965 był wiceburmistrzem Rouen. W 1958 został radnym Sekwany Nadmorskiej. W 1968 objął funkcję mera Rouen, a w 1974 wybrano go również na przewodniczącego rady departamentu. Oba urzędy sprawował do czasu swojej śmierci w 1993. W 1974 pełnił funkcję przewodniczącego rady regionalnej w Górnej Normandii.
W 1959 powrócił do francuskiego parlamentu, kiedy to został wybrany w skład Senatu. W izbie wyższej zasiadał do 1973. Zyskał pewną rozpoznawalność jako wyrazisty przeciwnik gaullizmu. W 1963 został przewodniczącym Ludowego Ruchu Republikańskiego, którym kierował do 1965. W 1964 próbował utworzyć koalicję z socjalistami, którą uniemożliwiły m.in. różnice w podejściu do komunistów. W 1965 był kandydatem centrystów w wyborach prezydenckich. W głosowaniu zajął trzecie miejsce z poparciem na poziomie 15,6%. Jego dobry wynik przyczynił się do tego, że Charles de Gaulle nie uzyskał reelekcji w pierwszej turze.
W 1966 założył i stanął na czele partii pod nazwą Centre démocrate. Kierował nią do 1976, gdy formacja ta współtworzyła Centrum Demokratów Społecznych. Pełnił funkcję przewodniczącego nowego stronnictwa do 1982. Od 1973 do 1974 zasiadał w Zgromadzeniu Narodowym. W kampanii prezydenckiej w 1974 wspierał zwycięskiego Valéry’ego Giscarda d’Estaing. W maju tegoż roku, gdy premierem został Jacques Chirac, Jean Lecanuet objął urząd ministra sprawiedliwości. W sierpniu 1976, gdy na czele rządu stanął Raymond Barre, otrzymał nominację na ministra stanu odpowiedzialnego za planowanie i rozwój regionalny. Zakończył urzędowanie w marcu 1977.
W 1977 ponownie wszedł w skład Senatu, którego członkiem był do czasu swoje śmierci (z kilkumiesięczną przerwą w 1986, gdy po raz kolejny wykonywał mandat poselski). W 1978 należał do współtwórców federacyjnej Unii na rzecz Demokracji Francuskiej, której przewodniczył do 1988. Kierowani przez niego centryści nawiązali bliską współpracę z gaullistami ze Zgromadzenia na rzecz Republiki. Porozumienie to wygrało wybory w 1986; Jean Lecanuet stał się kandydatem na ministra spraw zagranicznych, jednak jego nominacji sprzeciwił się prezydent François Mitterrand.
W latach 1979–1988 sprawował mandat deputowanego do Parlamentu Europejskiego I oraz II kadencji. Był zwolennikiem integracji europejskiej, przed referendum z 1992 działał na rzecz ratyfikacji traktatu z Maastricht. Zmarł w następnym roku na chorobę nowotworową.

## Odznaczenia
- Oficer Legii Honorowej[2]